# بابولی
بابولی شهری در شهرستان پلا در استان بولکیمده در بورکینافاسوی غربی مرکزی است جمعیت آن ۴۸۵ نفر است.